# Brutfürsorge
Als Brutfürsorge bezeichnet man in der Verhaltensbiologie alle Verhaltensweisen von Weibchen und/oder Männchen, die vor der Eiablage bzw. Geburt dazu führen, dass die Nachkommen optimale Überlebenschancen haben. Das Verhalten der Pflege darüber hinaus wird Brutpflege genannt.
Viele Tiere, wie z. B. die meisten Insekten, manche Fische, Amphibien oder Reptilien betreiben keine Brutpflege, also Pflege der Nachkommen während des Aufwachsens bzw. über das Gebären oder Legen der Eier hinaus. Die Mütter sorgen nur dafür, dass ihre Nachkommen optimale Bedingungen vorfinden und überlassen sie in weiterer Folge sich selbst. Schmetterlinge legen z. B. ihre Eier auf den Futterpflanzen ihrer Raupen ab. 
Innerhalb der Insekten betreiben eine ausgeprägte Brutfürsorge z. B. staatenbildende Insekten und andere Hautflügler wie Grabwespen. Einige Käfer sorgen ebenfalls für ihre Brut vor, so etliche Rüsselkäfer, Kolbenwasserkäfer, einige Blattkäfer, einige Laufkäfer, einige Bockkäfer, Mistkäfer (Geotrupidae). Der Haselblattroller (ein Rüsselkäfer) fertigt komplizierte Blattwickel, in die er die Eier ablegt. Der Kolbenwasserkäfer baut zur Eiablage sogar kleine Schiffchen. Bei den Mistkäfern legen die Eltern artspezifische Gangsysteme im Boden an, in die sie auch Futter für die Larven einbringen. Nach der Eiablage verlassen sie aber ihre Brut.